# Schirmer Kaffee
Die Schirmer Kaffee GmbH ist eine Kaffeerösterei in Dortmund, die vorwiegend als Auftragsröster arbeitet. Seit 2013 befindet sich Schirmer Kaffee vollständig im Besitz der Alois Dallmayr Kaffee oHG.

## Geschichte

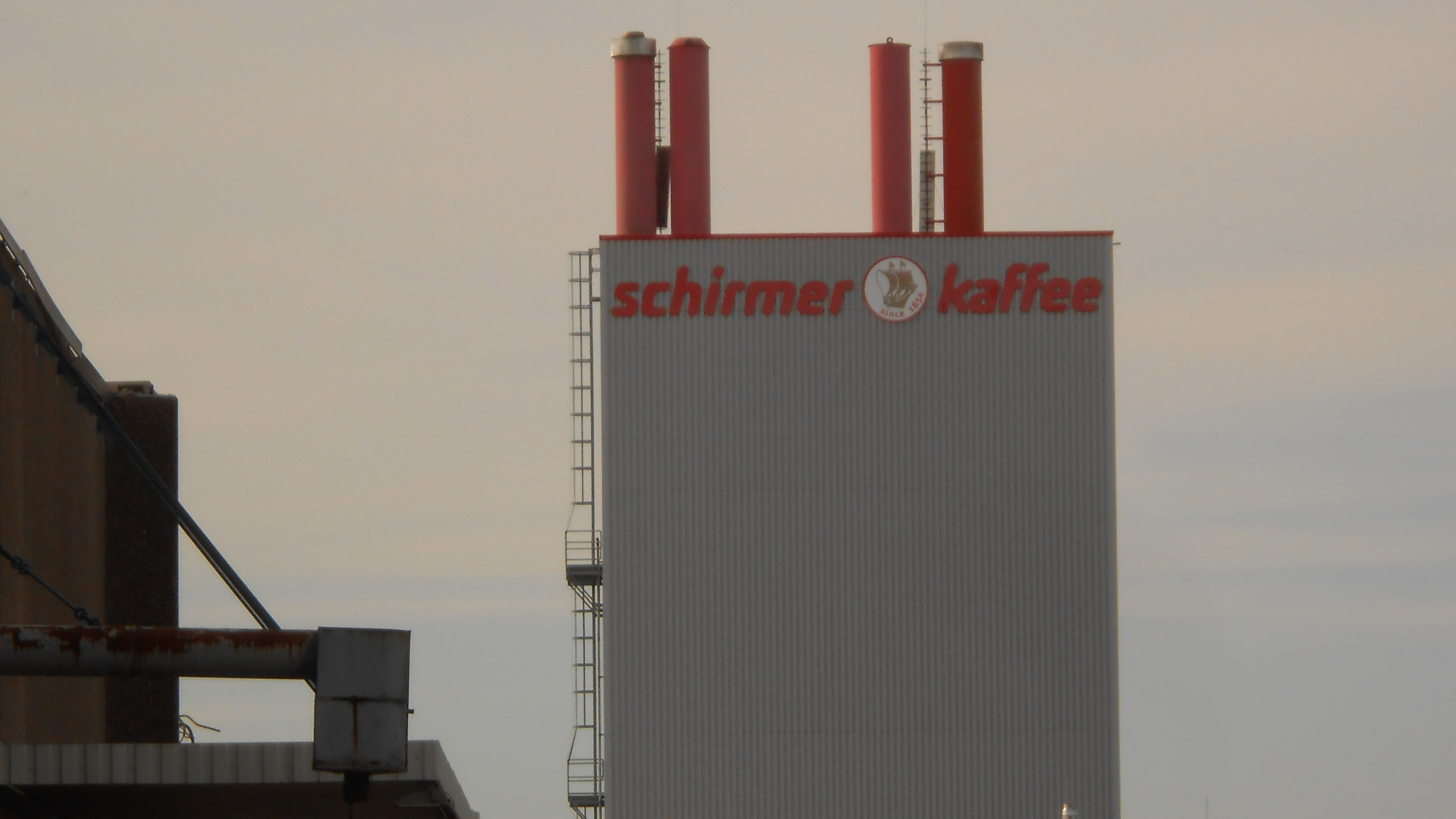
Auf dem Fabrikgelände im Gewerbegebiet Heßlingsweg, in Dortmund-Brackel

Am 1. August 1854 eröffnete der Leipziger Kaufmann Hermann Schirmer ein Kolonialwarengeschäft, welches später zu einer Kaffeerösterei ausgebaut wurde. Nach dem Zweiten Weltkrieg wurden 1947 und 1948 Niederlassungen in Bamberg und Bochum eröffnet. Das Unternehmen wurde 1950 von Horst Springer übernommen.
1965 wurde die Dortmunder Rösterei KA-I-RO übernommen; daraufhin wurde der Firmensitz in die Nähe des Dortmunder Großmarktes verlegt. Der Leipziger Stammsitz in der Deutschen Demokratischen Republik wurde 1972 verstaatlicht; nach der Wiedervereinigung erfolgte 1990 die Reprivatisierung.
2001 wurden die Produktionsanlagen in der Dortmunder Innenstadt zu klein. Das Unternehmen errichtete im Stadtteil Brackel eine Großrösterei.
Nach eigenen Angaben wurden 2012 mit über 120 Mitarbeitern über 100 Mio. Euro Umsatz und Produktion von ca. 17.000 t Röstkaffee erzielt.

## Produkte
Zum Angebot der Firma gehören die Röstung von Kaffee in unterschiedlichen Qualitäten:
- Langzeitröstungen für klassischen Espresso-Kaffee
- Normalzeitröstungen

Die gerösteten Kaffees werden sowohl als Bohnenkaffee als auch als Mahlware angeboten, zudem auch Kaffeepads.

## Nachhaltigkeit
Schirmer Kaffee startete vor über 20 Jahren als einer der ersten Kaffeeröster die Zusammenarbeit mit TransFair.
Des Weiteren ist das Unternehmen UTZ-zertifiziert, Bio kompetent und kooperiert mit der Rainforest Alliance.